# Claude-Louis Mathieu
Claude-Louis Mathieu, född 25 november 1783 i Mâcon, död 5 mars 1875 i Paris, var en fransk astronom. 
Mathieu blev 1806 astronom vid observatoriet i Paris och sekreterare vid Bureau des longitudes och verkställde 1808 tillsammans med Jean Baptiste Biot pendelobservationer i Frankrike.  Han tilldelades Lalandepriset av Franska vetenskapsakademien 1808 och 1815. Han blev sedan professor i astronomi vid Collège de France och var 1829–1863 professor i matematik vid École polytechnique. 
Mathieu utgav åtskilliga mindre avhandlingar rörande speciella astronomiska frågor, de flesta införda i "Connaissance des temps" och i Parisakademiens "Comptes rendus". Han ombestyrde också utgivandet av Jean-Baptiste Joseph Delambres postuma "Histoire de l'astronomie au 18:e siècle" (1827). 
Mathieu var en tid även verksam om politiker; han invaldes 1834 i deputeradekammaren, där han tillhörde yttersta vänstern och deltog tillsammans med sin svåger François Arago livligt i de politiska striderna. Emellertid blev han inte återvald och lämnade därför helt politiken för att uteslutande ägna sig åt vetenskapliga arbeten.